# Jérôme Galon
Jérôme Galon (* 1967 in Besançon) ist ein französischer Immunologe und Krebsforscher am Institut national de la santé et de la recherche médicale (INSERM).

## Leben
Galon wurde am Institut Pasteur und am Institut Curie ausgebildet (Master in Immunologie 1992, Ph.D. 1996). Als Postdoktorand arbeitete er an den National Institutes of Health in Bethesda, Maryland, bevor er 2001 am Centre de Recherche des Cordeliers – eine gemeinsame Einrichtung von INSERM und mehreren Pariser Universitäten – die Leitung einer Arbeitsgruppe übernahm. Hier ist er Directeur de recherche und (Stand 2021) Leiter des Labors für integrative Forschung zur Krebsimmunologie.
Galon konnte nachweisen, dass die Infiltration einer Krebsgeschwulst mit Immunzellen (insbesondere zytotoxischen T-Zellen) ein herausragender Marker für die Prognose des Patienten ist. Hierauf aufbauend entwickelte er ein diagnostisches Tool, das von dem von ihm mitgegründeten Unternehmen HalioDx unter dem Namen Immunoscore vermarktet wird.
Galon hat laut Datenbank Scopus einen h-Index von 74.

## Auszeichnungen (Auswahl)
- 2010 William B. Coley Award[2]
- 2019 Europäischer Erfinderpreis[3]
- 2021 Louis-Jeantet-Preis[4]